# Sony
Sony je multinacionalno japonsko podjetje s sedežem v Minatu v Tokiu. Leta 1946 sta ga ustanovila Akio Morita in Masaru Ibuka ter ga poimenovala Totsuko. Sprva so v podjetju med drugim izdelovali kuhalnike za riž, kasneje pa so se v podjetju preusmerili zlasti na zabavno tehnologijo.
Podjetje je začelo od leta 1955 za svoje izdelke uporabljati znamko Sony, leta 1958, v času prvih velikih uspehov, pa se je tudi uradno preimenovalo v Sony.
Ime Sony pomeni dvoje: latinska beseda sonus pomeni zvok, angleška beseda sonny pa majhnega dečka. 